# Як викрасти хмарочос
«Як викрасти хмарочос» (англ. Tower Heist) — американський комедійний бойовик 2011 року режисера Бретта Ретнера, в головних ролях котрого грають Бен Стіллер, Едді Мерфі, Метью Бродерік, Кейсі Аффлек, Алан Алда та ін..

## Прокат в Україні
В Україні стрічка стартувала у широкому прокаті 24 листопада 2011 року. Прокатом стрічки займалася компанія B&H Film Distribution. Український дубляж було виконано на студії Le Doyen Studio.

## Сюжет
Робота менеджера — справжнє пекло. Постійні аврали, перепрацювання, нервова атмосфера. Втрата всіх пенсійних заощаджень з вини багатенького трейдера — зовсім не той приз, котрого чекаєш за таку роботу. Залишається тільки одне: разом з друзями піти на пограбування і своїми силами отримати достойну компенсацію за всі перепрацьовані години.

## У головних ролях
- Бен Стіллер — Джош Ковакс
- Едді Мерфі — Слайд
- Метью Бродерік — Чейз Фіцг'ю
- Кейсі Аффлек — Чарлі Гіббс
- Алан Алда — Артур Шоу
- Теа Леоні — Клер Денем
- Габурі Сідібе — Одесса Монтеро
- Майкл Пенья — Рік Меллой
- Джадд Хірш — Майло Крейн
- Ніна Аріанда — Ловенко
- Роберт Дауні — суддя Рамос
- Кейт Аптон — коханка